# Хикс, Памела
Леди Паме́ла Ка́рмен Луи́за Хикс (англ. Pamela Carmen Louise Hicks), урожденная Маунтбе́ттен (англ. Mountbatten; род. 19 апреля 1929, Барселона, Испания) — британская аристократка, близкая родственница британской королевской семьи. Младшая дочь лорда Луиса Маунтбеттена, последнего генерал-губернатора Индии и его супруги светской львицы и наследницы Эдвины Эшли. Через своего отца Памела приходилась двоюродной сестрой принцу Филиппу, герцогу Эдинбургскому, внучатой племянницей императрице Александре Фёдоровне, а также праправнучкой английской королеве Виктории. Она была одной из подружек невесты на свадьбе Филиппа с будущей королевой Елизаветой II, а также служила фрейлиной последней.

## Биография

### Ранние годы и семья
Леди Памела родилась 19 апреля 1929 года в испанском городе Барселона и была младшей дочерью и ребёнком в семье лорда Луиса Маунтбеттена (при рождении принц Луис Баттенберг) и светской львицы и наследница состояния Эдвины Эшли. Луис был младшим сыном немецкого принца Людвига Александра Баттенберга, позже ставшего 1-м маркизом Милфорд-Хейвен (с 1917 года) и принцессы Виктории Гессен-Дармштадтской. Виктория была внучкой английской королевы Виктории и родной сестрой последней российской императрицы Александры Фёдоровны. Семья принцев Баттенберг была ветвью династии великих герцогов Гессен-Дармштадтских, утративших право на наследование престола из-за морганатического брака принца Александра с польской графиней Юлией фон Гауке, предков всех Баттенбергов. По линии матери Памела была внучкой Уилфреда Эшли, 1-го барона Маунт Темпл и Марии Амалии Мод Кассель. На 2025 год леди Памела остаётся самой старшей из всех нынеживущих потомков королевы Виктории. У неё была единственная старшая сестра Патрисия (1924—2017).
Крещение девочки прошло 12 июля 1929 года в королевской часовне при Сент-Джеймсском дворце. Её крёстными родителями стали испанский король Альфонсо XIII (его жена, Виктория Евгения Баттенберг, была двоюродной сестрой отца Памелы), принц Джордж, герцог Кентский, графиня Надежда Милфорд-Хейвен (тётка по отцу), Марджори Пратт, графиня Брекнок (двоюродная сестра матери) и Мария дель Кармен Сааведра и Колладо, герцогиня Пеньяранда. Памела посещала школу Хэвитт в Нью-Йорке. В 1947 году Памела вместе с родителями переехала в Индию, где её отец служил в качестве генерал-губернатора. Они жили в Раштрапати-Бхаван и в летней резиденции в городе Шимла.

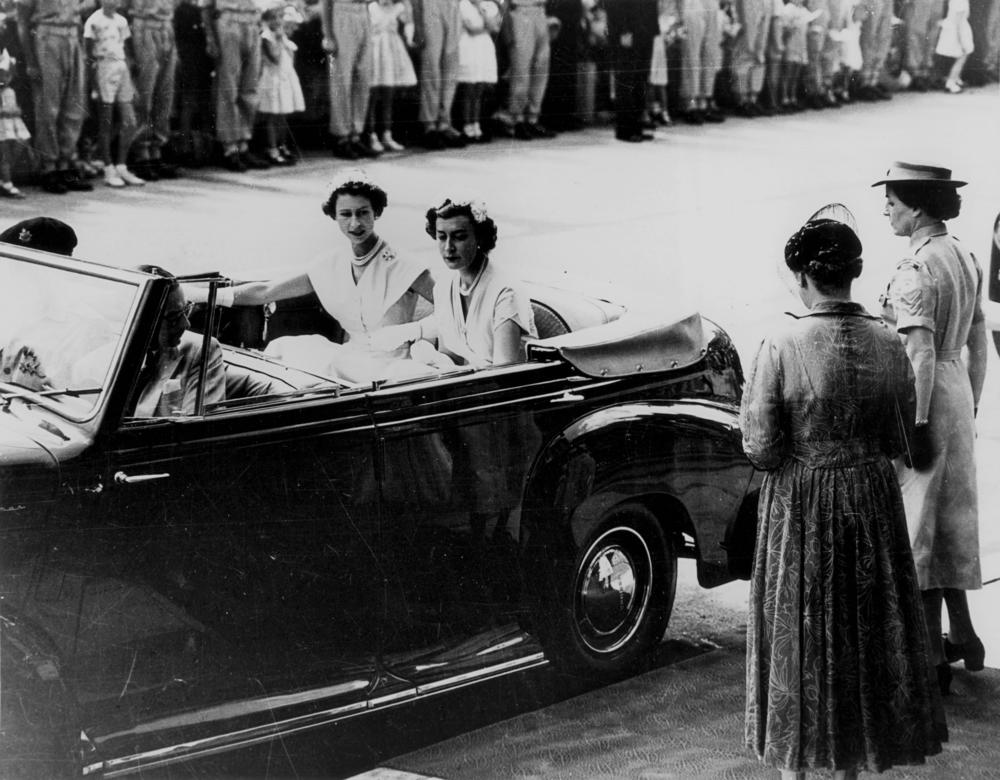
Королева Елизавета II в сопровождении фрейлины Памелы Маунтбеттен прибывает на прием в австралийском городе Брисбен, 1954 год.

В 1947 году Памела была подружкой невесты на свадьбе своего двоюродного брата Филиппа с принцессой Елизаветой, наследницей короля Георга VI. В качестве фрейлины она сопровождала королевскую чету в феврале 1952 года в Кению, где после неожиданной смерти короля Елизавета взошла на престол. В конце 1953 и начале 1954 года девушка сопровождала королеву и принца Филиппа во время королевского тура по странам Содружества. Они посетили Ямайку, Панаму, Фиджи, Тонго, Новую Зеландию, Австралию, Цейлон, Аден, Ливию, Мальту и Гибралтар.

### Брак и дети
13 января 1960 года Памела вышла замуж за дизайнера Девид Найтингейла Хикса (1929—1998). Свадьба прошла в аббатстве Ромси, графство Гэмпшир. Подружками невесты выступили принцесса Анна, принцесса Кларисса Гессенская (дочь Софии Греческой, двоюродной сестры Памелы), Виктория Мартен (крестная дочь невесты), достопочтенные Джоанна и Аманда Нэтчбулл (племянницы невесты). Медовый месяц, который супруги провели в Вест-Индии и Нью-Йорке, был омрачен смертью матери Палемы Эдвины в феврале 1960 года от неизвестной причины. Дэвид Хикс умер в 1998 году от рака лёгкого.
В браке родилось трое детей:
- Эдвина Виктория Луиза (род. 24 декабря 1961) — супруга актера Джереми Бруденелла[англ.], с которым развелась в 2004 году; у них родилось трое детей;
- Эшли Луи Дэвид[англ.] (род. 18 июля 1963) — дизайнер интерьеров, писатель, художник и фотограф. Дважды был женат, и имеет четверых детей;
- Индия Аманда Кэролайн (род. 5 сентября 1967) — фотомодель и дизайнер интерьеров, замужем за хозяином гостиницы Дэвидом Флинтом Вудом, у них пятеро детей.

### Поздние годы
С 1991 года Памела возглавляла брокерскую компанию «H Securities Unlimited». Также она была директором компании«Cottesmore Farms». В 2002 году она продала бриллиантовую тиару фирмы «Cartier», которая ей досталась от матери, на аукционе Сотбис. После смерти в 2021 году принца Филиппа, герцога Эдинбургского, Памела осталась единственной здравствующей правнучкой Алисы Британской, а после кончины королевы Елизаветы II стала самой долгоживущей среди всех здравствующих потомков королевы Виктории. 19 сентября 2022 года в сопровождении дочери Индии она посетила государственные похороны королевы. В фильме «Дом вице-короля» роль Памелы исполнила актриса Лили Трэверс; она также изображена в 1-м сезоне сериала «Корона».
Леди Хикс опубликовала три книги воспоминаний:
- Lady Pamela Hicks. India Remembered: A Personal Account of the Mountbattens During the Transfer of Power :  [англ.]. — London : Pavilion Books, 2007. — 240 p. — ISBN 9781862057593.;
- Lady Pamela Hicks. Daughter of Empire: Life as a Mountbatten :  [англ.]. — London : Orion Publishing Group, Limited, 2012. — 262 p. — ISBN 9780297864820.;
- Lady Pamela Hicks. My Years with the Queen: and Other Stories :  [англ.]. — London : Ebury Publishing, 2022. — 320 p. — ISBN 9781529148862..

## Награды
- 2 июня 1953: Коронационная медаль Елизаветы II[1].
- 5 декабря 1978: Служащая сестра Ордена Святого Иоанна[2].